# نيكيتا جوسيف
نيكيتا جوسيف (بالروسية: Гусев, Никита Андреевич)‏ (و. 1992  م) هو لاعب هوكي الجليد روسي، ولد في موسكو، مركز لعبه هو مهاجم ‏.

## جوائز
حصل على جوائز منها:
- وسام الصداقة الروسي.

## روابط خارجية
- نيكيتا جوسيف على موقع دوري الهوكي الوطني (الإنجليزية)
- نيكيتا جوسيف على موقع دوري الهوكي للقارات (الإنجليزية)
- نيكيتا جوسيف على موقع EliteProspects.com (الإنجليزية)
- نيكيتا جوسيف على موقع Eurohockey.com (الإنجليزية)
- نيكيتا جوسيف على موقع HockeyDB.com (الإنجليزية)
- نيكيتا جوسيف على موقع Hockey-Reference.com (الإنجليزية)
- نيكيتا جوسيف على موقع اللجنة الأولمبية الدولية (الإنجليزية)
- نيكيتا جوسيف على موقع أوليمبيديا (الإنجليزية)